# Эскадренные миноносцы типа «Вишакхапатнам»
Эскадренные миноносцы типа «Висакхапатнам» (проект 15B) — серия эскадренных миноносцев строящихся в настоящее время строятся для ВМС Индии. Представляют собой модифицированные версии более ранних эсминцев типа «Калькутта» (15A). Серия состоит из четырех кораблей — Visakhapatnam, Mormugao, Imphal и Porbandar, все четыре строятся компанией Mazagon Dock Limited (MDL). Корабли этого типа являются самыми большими эсминцами индийской постройки. От типа 15А отличаются существенными улучшениями в конструкции, технологиях и скрытности.

## Разработка
В январе 2011 года Комитет Кабинета министров по безопасности (CCS) одобрил постройку нового типа эсминцев, являющихся дальнейшим развитием эсминцев типа «Калькутта». Задача конструкторов заключалась в том, чтобы сохранить корпус эсминца 15A, при одновременном внесении значительных изменений в надстройку и улучшении характеристик живучести корабля. В общей сложности были заказаны четыре эсминца общей стоимостью 293 млрд рупий ($4 млрд). Полная стоимость с учётом оружия и средств обнаружения составила на январь 2020 года 358 млрд рупий.

### Строительство
Контракт на строительство четырех эсминцев был подписан в январе 2011 года, головной корабль «Visakhapatnam» был заложен в октябре 2013 года и спущен на воду в апреле 2015 года. «Mormugao» спущен на воду в сентябре 2016 года, а «Imphal» — в апреле 2019 года. «Porbandar», последний корабль этого типа, заложен в июле 2018 года. В декабре 2020 года «Visakhapatnam» успешно завершил бассейновые испытания, 2021 году приступил к ходовым испытаниям, а 28 октября 2021 года передан ВМС Индии. Ожидается, что все четыре корабля будут введены в эксплуатацию в 2021—2025 годах, в том числе первый корабль, «Вишакхапатнам» — 18 ноября 2021 года, «Мормугао» — к 2022 году, а «Импхал» — к 2024 году.

## Конструкция и описание

### Конструкция
Проект P-15B был разработан Управлением военно-морского проектирования, ведущей организацией ВМС Индии по проектированию военных кораблей. P-15B сохранил значительную часть конструкции корпуса, силовых установок, средств обнаружения и боеприпасов от эсминцев типа «Калькутта» (P-15A), благодаря чему значительно снижена стоимость разработки и постройки . Однако P-15B имеет более низкую ЭПР счет модификаций надстройки и использования специальной палубной фурнитуры и радиопоглощающей краски. Также применены новые конструктивные решения для повышения живучести, мореходности, малозаметности и маневренности.
По данным MDL, эсминцы P-15B имеют численность экипажа 312 человек, запас хода в 4000 морских миль и могут выполнять типичную 42-дневную миссию для «операций за пределами зоны ответственности». Корабли обладают высоким уровнем автоматизации с помощью цифровых сетей, таких как «Судовая сеть передачи данных на базе Gigabyte Ethernet» (GESDN, Gigabyte Ethernet-based Ship Data Network), «Система боевого управления» (CMS, Combat Management System), «Автоматическая система управления питанием» (APMS, Automatic Power Management System) и «Интегрированная система управления платформой» (IPMS, Integrated Platform Management System). Сообщается, что доля комплектующих местного производства составляет около 72 %, по сравнению с 59 % для P-15A и 42 % для P-15.
Главная энергетическая установка выполнена по комбинированной дизель-газотурбинной по схеме CODAG и состоит из двух газотурбинных агрегатов М36Е производства ГП НПКГ"Зоря"-«Машпроект» и двух производимых в Индии по лицензии дизельных двигателей Bergen/GRSE KVM мощностью по 9900 л.с, работающих на отдельные гребные валы. Все гребные валы изготовлены АО «Балтийский завод».
Противолодочные ракетные установки РБУ-6000 и 533-мм торпедные аппараты производятся фирмой Larsen & Toubro (L&T), ракеты земля-воздух Barak-8 —Bharat Electronics Limited (BEL), 76-мм артиллерийские орудия — Bharat Heavy Electricals Limited (BHEL), крылатые ракеты «БраМос» — российско-индийским предприятием «BrahMos Aerospace».

### Системы вооружения
Корабли этого типа вооружены 76-мм корабельной пушкой OTO Melara. Первоначально планировалось установить 127-мм аритиллерийскую установку Mk45 производства BAE, однако, как сообщается, этот план был отменен по финансовым причинам. Для точечной защиты, корабли оборудованы четырьмя ЗАК АК-630М, по две системы с каждой стороны от надстройки.
Средства ПВО включают 32 ячейки УВП для ЗУР Barak-8ER в четырех модулях по 8 ячеек. Противокорабельное оружие представлено 16 ракетами БраМос в двух модулях УВП в носовой части корабля. Эти ракеты также могут использоваться для ударов по наземным целям.
Для противолодочной обороны эсминец оснащен двумя спаренными торпедными аппаратами предположительно для тяжелой торпеды «Varunastra», разработанной DRDO, а также двумя реактивными бомбомётами РБУ-6000. Как сообщается, в дальнейшем планируется оснастить корабли крылатыми ракетами «Nirbhay» и зенитными ракетами VL-SRSAM.
Эсминец оборудован вертолетным ангаром для размещения двух вертолетов среднего размера — HAL Dhruv или Westland Sea King Mk. 42B. Корабли оснащены системой посадки вертолетов, предназначенной для обеспечения безопасности полётов в условиях сильной качки.

### Средства обнаружения и электронного противодействия
Эсминцы P-15B оснащены радаром IAI EL/M-2248 c АФАР S-диапазона для отслеживания воздушных и надводных целей, а также РЛС обзора воздушного пространства Thales LW-08 диапазона D.
Для обнаружения подводных целей предназначен внутрикорпусной носовой гидролокатор BEL HUMSA-NG и активная буксируемая ГАС BEL Nagin.
В качестве основной системы РЭБ система «Ellora», который является частью более крупного комплекса РЭБ BEL Ajanta MK2. Также сообщается об установке системы радиолокационного подавления «Deseaver Mk-II» производства компании Elbit Systems.
Что касается мер пассивного противодействия, эсминец оснащен двумя пусковыми установками пассивных помех «Кавач» и противоторпедной системой NSTL Maareech.

### Различия с эсминцами типа «Калькутта»
Эсминцы P-15A (тип «Калькутта») и P-15B (тип «Вишахапатнам») не имеют серьезных отличий за исключением схем расположения мостиков. Мостик эсминцев P-15Б кардинально отличается от мостика P-15А — он спроектирован таким образом, чтобы уменьшить ЭПР и повысить живучесть корабля.
Другие отличия следующие.
- Гидролокатор перенесен из средней части корпуса в носовую часть.
- Система автоматической посадки вертолета в случае сильной качки.
- Сетецентрическая компоновка с судовой сетью передачи данных (SDN), автоматической системой управления питанием (APMS) и системой боевого управления (CMS).

## Состав серии
| Название            | Номер | Номер корпуса | Верфь                | Заложен    | Спущен     | В строю     | Порт приписки | Статус      |
| ------------------- | ----- | ------------- | -------------------- | ---------- | ---------- | ----------- | ------------- | ----------- |
| INS «Visakhapatnam» | D66   | 12704         | Mazagon Dock Limited | 12.10.2013 | 20.04.2015 | ~18.11.2021 |               | Передан ВМС |
| INS «Mormugao»      | D67   | 12705         | Mazagon Dock Limited | 04.06.2015 | 17.09.2016 | ~2022       |               | В достройке |
| INS «Imphal»        | D68   | 12706         | Mazagon Dock Limited | 19.05.2017 | 20.04.2019 | ~2024       |               | В достройке |
| INS «Porbandar»     | D69   | 12707         | Mazagon Dock Limited | 19.07.2018 |            | ~2025       |               | В постройке |